# Der Begriff Angst
Der Begriff Angst (Originaltitel: Begrebet Angest) ist eine Schrift des dänischen Philosophen Søren Kierkegaard, die er unter dem Pseudonym Vigilius Haufniensis (der Hüter Kopenhagens) 1844 veröffentlichte. Darin analysiert Kierkegaard den Begriff Angst unter psychologischen bzw. existentialen Gesichtspunkten. 

## Inhalt

### Aufbau
Die Kapitel lassen sich (bei Beibehaltung der Originaltitel) wie folgt skizzieren:
- Einleitung: Beobachtungen zur Analyse des Begriffes → Entscheidung eines psychologischen Zuganges; Kritik am Systematiker Hegel (der am konkreten Menschen vorbeidenkt)
- Erstes Kapitel: Angst als Voraussetzung der Erbsünde und als das die Erbsünde nach rückwärts auf ihren Ursprung Erklärende: Adam und die Erbsünde, Adam als Prototyp
- Zweites Kapitel: Angst als die Erbsünde im Fortschreiten: die Bedeutung der Erbsünde für die folgenden Generationen
- Drittes Kapitel: Angst als Folge derjenigen Sünde, welche das Ausbleiben des Sündenbewusstseins ist: Was ist wenn ein Sündenbewusstsein fehlt oder ausbleibt?
- Viertes Kapitel: Die Angst der Sünde oder Angst als Folge der Sünde in dem Einzelnen: Analyse der Angst vor dem Bösen (erneuten Sünde) und vor dem Guten (als Neurose)
- Fünftes Kapitel: Angst als das kraft des Glaubens Erlösende: Angst als Erzieherin, die mithilfe des Glaubens die Erlösung ermöglicht

### Stil
Der Text ist an die Kopenhagener Leserschaft gerichtet, was an vielen Anspielungen zu sehen ist. Solche für den heutigen Leser nicht unmittelbar verständlichen Seitenbemerkungen und die komprimierte Form der Darstellung seiner Gedanken erschweren den Zugang zum Text.

### Thesen
Kierkegaard beschreibt, dass sich jede Wissenschaft im Rahmen ihrer (je eigenen) Aufgabe bewegen muss, um nachhaltige Ergebnisse zu erzielen. Der Sünde entspricht keine Wissenschaft, am ehesten noch die Ethik (weil die ihr entsprechende Stimmung der Ernst ist). In der psychologischen Analyse werden daher nur Erscheinungen analysiert (die reale Möglichkeit von Sünde), es kann aber nicht erklärt werden, dass die Sünde in die Welt kommt (ideelle Möglichkeit der Sünde).
Vor dem Sündenfall besteht Unwissenheit, diese muss nicht (wie im hegelschen Denken) zwangsläufig aufgehoben werden. Adam hatte also die Möglichkeit, nicht zu sündigen. Kierkegaard legt großen Wert darauf, Adam als Teil der Menschheit zu beschreiben: Wenn im Hinblick auf Adam nicht dasselbe wie für jeden anderen Menschen gilt, dann steht dieser außerhalb des Geschlechts. Es müssen also für ihn dieselben Bedingungen gelten wie für jeden anderen Menschen auch. Da aber Adam keinen Begriff von Sünde hatte, weil dieser erst mit der Erbsünde geschaffen wurde, bestand die Angst der Möglichkeit nach nur als Angst vor dem Nichts; Adam konnte ja nicht wissen, was er wählte, Gut und Böse zu unterscheiden war ihm unmöglich. Weder vom einen noch vom anderen hatte er einen Begriff bilden können, auch von Sterblichkeit wusste er nichts. Insofern bestand keine Anziehungskraft des von Gott Versprochenen für ihn. Die Sünde kam also durch eine (Ur-)Sünde in die Welt und mit ihr auch das Bewusstsein um dieselbe. Adam setzt somit die erste Sünde. Die quantitativ erste von vielen in der menschlichen Geschichte.
Für die nachfolgenden Generationen besteht nun dieselbe Situation wie für Adam. Für sie alle besteht die Sünde zunächst nur der Möglichkeit nach. Wie die Sünde konkret ins Leben eines Einzelnen eintritt, ist eine subjektive Frage. Sie kommt immer wieder durch den einzelnen in die Welt.
Daher stellt sich für Kierkegaard die Frage nach dem Unterschied dieser Ursünde zwischen den übrigen. Diesen macht er zunächst daran fest, dass Adams Sünde nicht rein quantitativ, sondern wesentlich qualitativ verschieden ist. Denn für Kierkegaard zerfällt die Welt in Quantität und Qualität. Dasjenige, was zählbar ist, ist das Quantitative. Dies ist nun aber nicht mit der Qualität identisch, da diese dasjenige ist was Identitäts-stiftend ist. Daher ist die 'erste' Sünde für Kierkegaard 'die' Sünde und damit das abstrakte Ärgernis für "die abstrakte Verständigkeit, die da meint, einmal sei keinmal, aber vielmals sei etwas, was ganz und gar verkehrt ist, da die vielen Male entweder jedes für sich genau soviel bedeuten wie das erstemal oder alle zusammen nicht annähernd soviel."
Kierkegaard bezeichnet infolgedessen den individuellen Sündenfall als einen „qualitativen Sprung“. Gemeint ist damit, dass ein Übergang von der Möglichkeit zur Sünde hin zu ihrer Faktizität geschieht. Durch diesen 'Sprung', der selber keine kausale Wirkmächtigkeit besitzt, da er ja dasjenige ist, was Möglichkeit und Notwendigkeit verbindet; durch ebendiesen Sprung wird die Sünde der Qualität nach bestimmt.
Die Vielzahl der Sünden, die auf Adams Ursünde folgten, sind also lediglich quantitativ umfassender, jedoch der Qualität nach nicht dieselben wie diese erste. Daher ist Adams Ursünde der Anfang der Geschichtlichkeit von Sünde. Wäre diese Sünde nur eine von vielen, d. h. rein quantitativ bestimmt, dann wäre Adam vom Menschengeschlecht ausgeschlossen. Und damit seine theologische und lebensweltliche Relevanz für die Christenheit. – Die Ursünde ist folglich dasjenige, welches im Christentum das geschichtliche Bewusstsein für die Sünde als solches schafft. Unschuld als Ausgangszustand wäre ja ein Mangel an Bewusstsein um die Möglichkeit der Sünde. Sie wäre sich ihrer selbst ja auch gar nicht bewusst; sie höbe sich in demselben Moment auf, da sie sich zu sich selbst verhielte. Sie wäre dann ein Verhältnis, das sich zu sich selbst verhält. Also ein Aspekt des menschlichen Selbst.
Dieses Selbst beschreibt Kierkegaard als eine Synthese; eine Synthese von Körper und Seele, die durch den Geist gehalten, aber auch Wirklichkeit gewinnt. Im reflektierenden Moment, da der Mensch sich zur Sünde verhält, tritt der Geist zu Seele und Körper hinzu und schafft die Synthese. Es entsteht ein dynamisches Verhältnis. Daraus folgt auch unmittelbar die Zerbrechlichkeit menschlicher Existenz; weil ist das Verhältnis gestört, ist der Mensch verstört. Zugleich verdeutlicht dies aber auch die christliche Aufgabe, Selbst zu werden und aus sich eine Einheit zu schaffen.
Eine Einheit schafft der Mensch aber insofern als sein Verhältnis zu seiner Existenz nicht gestört ist. Diese menschliche Existenz ist wesentlich durch das Verhältnis des Menschen zu Gott bestimmt. Denn als Synthese aus Zeitlichkeit und Ewigkeit verhält sich der christliche Mensch als sterbliches Wesen zu seiner möglichen Ewigkeit. Kierkegaard richtet sich also direkt und unmittelbar an die christliche Bevölkerung in Kopenhagen. Seine Überlegungen sind folglich unmittelbar an den westlichen Kulturkreis gebunden.
Dabei beschreibt er die Situation des Christenmenschen mit dem Bild des Schwindels als Atmosphäre, in der die Sünde geschieht: Für ihn liegt es zum einen am beängstigenden Abgrund, zum anderen an der Betrachtungsweise des Menschen. Er blickt in die Möglichkeit seiner Freiheit, gerät ins Taumeln und ergreift taumelnd das Falsche. Nolens volens ist die Sünde geschehen und der Mensch blickt zurück und kann es nicht mehr ändern. Die Möglichkeit der Sünde schlug um in Faktizität und unterliegt damit der Notwendigkeit.
Mit der Sündigkeit ist auch die Sinnlichkeit gesetzt. Hier scheinen einige Anklänge an die Pubertät zu passieren, sobald die Sinnlichkeit da ist, beginnt die Geschichte des Menschen. Er wird mit der Setzung des Geistes zum Individuum. Dies geschieht im Augenblick, denn der Mensch ist eine doppelte Synthese, zweitens auch eine Synthese von Zeitlichkeit und Ewigkeit. Dieses Synthese wird auch durch den Geist gesetzt und zwar im Augenblick.
Das „religiöse Genie“ zeichnet sich schließlich dadurch aus, dass es durch sich selbst, für sich selbst in der Tiefe des Sündenbewusstseins versinkt. Wohingegen das Heidentum mit dem Schicksal und das Judentum mit der Schuld dieses unmöglich machen.
Nachdem der Einzelne gesündigt hat, gibt es zwei Arten von Angst. Die Angst vor dem Bösen, sie ist die Angst vor dem erneuten Sündigen, und die Angst vor dem Guten. Die Angst vor dem Guten (das Dämonische) ist eine Art von Störung/Neurose (denn das Gute bezeichnet die Errettung/Erlösung). Kierkegaard beschreibt seelische/körperliche und geistige Formen der Angst vor dem Guten: Übersensibilität, Hysterie etc. Die Angst vor dem Guten ist ein Zustand, sie ist Ausdruck einer gestörten Synthesis von Körper, Seele und Geist.
Angst ist bei Kierkegaard kein isoliertes Thema, sondern es erschließt, was es bedeutet Mensch zu sein.
Angst bezieht sich hierbei nicht nur auf einen psychischen Zustand, Kierkegaards Analyse ist komplexer. Drei zentrale Aussagen über die Angst sind:
1. Angst macht unfrei.
2. Angst als Möglichkeit der Freiheit.
3. Man muss lernen sich zu ängstigen, dann hat man das Höchste gelernt.

Angst kann den Menschen unfrei machen, weil sie Macht über ihn erlangt und ihn unfähig macht zu handeln. Weil der Mensch sich ängstigt, handelt er nicht selbst. Angst ist eine Möglichkeit der Freiheit, weil sie das Endliche als Endliches entlarven kann. Sie führt zu einem radikalen Sündenbewusstsein, weil sie die Reue als unzureichend entlarvt.
Angst ist im Gegensatz zur Furcht unbestimmter. Sie ist in Kierkegaards Analyse auch zweideutig. Zum einen kann sie dazu führen, dass der Mensch sie als Last und Bedrohung empfindet (Veränderung), zum anderen ist sie Herausforderung und Möglichkeit, dass er er selbst wird. Angst erweckt daher sympathetische Antipathie und antipathetische Sympathie: Das heißt, sie ist gleichzeitig anziehend und abstoßend. Vergleichbar mit der Flasche Alkohol für einen Alkoholiker.
Wenn der Mensch aber lernt, sich richtig zu ängstigen, das heißt die Angst entlarvt, das Endliche als Endlich sperrt und daher den Weg zum Möglichen auf, dann muss der Glaube (im Sinne Hegels) als „innere Gewissheit, welche die Unendlichkeit vorwegnimmt“ (BA 163) hinzukommen, damit wir für die Erlösung bereit sind. Kierkegaard deutet hier nochmal die Gebrechlichkeit des Lebens an, indem er darauf verweist, dass eine falsche Erziehung durch die Angst zum Selbstmord führt.

### Unterschiedliche Lesarten vonDer Begriff Angst
- Biografisch als verborgenes Gespräch mit Regine Olsen und darin auch mit sich selbst:
Bis zu „Stadien auf des Lebens Weg“ lassen sich die Schriften nach 1841 als verborgenes Gespräch mit Regine lesen: mit seiner Schwermut und seiner Schuld.

Im Begriff Angst lässt sich der Schwindel der Freiheit wie folgt interpretieren:
- Psychologisch-dogmatisch als Neuformulierung der christlichen Sündenlehre:
Neuansatz bewusst pseudonym als Kritik der Sündenlehre des hegelianisch geprägten Martensen. Kierkegaard geht es um die Wahrnehmung der Sünde und ihrer Auswirkungen. Er grenzt dabei seine psychologischen Analysen mehrfach ab von dem Versuch, Sünde zu rechtfertigen. Die Angst nennt er eine psychologische Approximation (Annäherung), womit sich erklären lässt, dass ein Individuum sündigt, ohne die eigene Verantwortung und Freiheit zu negieren.
- Existentiell-dichterisch als Analyse der menschlichen Existenz vor Gott:
Verständnis als Sokrates von Kopenhagen, der die Menschen – und dabei sich selbst – befragt, wie es um ihre Seele bestellt ist (Geistlosigkeit?). Kierkegaard will seinen Leser existentiell packen (der Umgang mit Angst gibt Auskunft über das Christsein). Angst kann ganz positiv die Endlichkeit der Welt entlarven. Wer zu seiner Schuld dennoch stehen kann und die Sünde in ihrer Abgründigkeit glauben kann, ist für K. ein wahrhaft freier und verantwortlicher Mensch, weil er das nur im Glauben kann, mit dem er in der Vorsehung ruht (Energie des Gottesverhältnis und Tiefe des Sündenbewusstseins).